# Iberisch Schiereiland
Het Iberisch Schiereiland (Spaans/Portugees Península Ibérica) ook wel kortweg Iberië genoemd, is een deel van Europa dat zich ten zuiden van de Pyreneeën bevindt.
Het schiereiland wordt omgeven door de Middellandse Zee, de Atlantische Oceaan en de Golf van Biskaje. Het is een van de drie grote schiereilanden van Zuid-Europa, naast het Apennijns (of Italisch) Schiereiland en het Balkanschiereiland.  
Het schiereiland bestaat in de eerste plaats uit de continentale delen van Spanje en Portugal, plus het kleine Britse gebied Gibraltar in het uiterste zuiden.  
Traditioneel wordt de waterscheidingslijn van de Pyreneeën beschouwd als grens van het schiereiland met de rest van het continent. Volgens dat criterium behoort bijna heel Andorra ertoe, net als kleine gedeelten van Frankrijk: het Franse deel van Cerdanya in het departement Pyrénées-Orientales (stroomgebied van de Segre, een bijrivier van de Ebro) en enkele valleien in de Pyrénées-Atlantiques (Frans-Baskenland). Omgekeerd zijn er enkele stukken Spaans grondgebied die ten noorden van de waterscheiding liggen, vooral de Val d'Aran in Catalonië (waar de Garonne ontspringt) die volgens dat criterium niet tot het schiereiland behoren. De oppervlakte bedraagt 582.530 km².  
Een andere definitie van de grens van het schiereiland is de kortste rechte die loopt door de landengte met de rest van het continent. Die loopt tussen tussen de steden Narbonne aan de Golfe du Lion en Bayonne aan de Golf van Biskaje. Volgens die definitie liggen continentaal Spanje en Andorra volledig in het schiereiland, net als een groter deel van Zuid-Frankrijk en bedraagt de oppervlakte 622 918 km².     

## Terminologie
De benaming "Iberisch Schiereiland" is vrij recent. Ze werd voor het eerst gebruikt door de Franse geograaf en natuuronderzoeker Jean-Baptiste Bory de Saint-Vincent in zijn werken Guide du voyageur en Espagne (1823) en Résumé géographique de la Péninsule Ibérique (1826). Bory gebruikte de naam om bij zijn fysisch-geografische beschrijvingen geen rekening te moeten houden met de politieke grenzen tussen Spanje en Portugal. 
Hij leidde die naam af van Iberia, een term die de Griekse auteurs Herodotus, Polybius en Strabo gebruikten voor het gebied. Ze noemde de inwoners Iberiërs. Oorspronkelijk spraken de Grieken van Hesperia, maar die naam kon slaan op alle landen aan het westen van de Middellandse Zee, dus ook het huidige Marokko. 
De naam Iberia zou afkomstig zijn van een rivier die de Iber heette, mogelijk de huidige Ebro. 
De Romeinen noemden het schiereiland Hispania, waarvan de huidige naam Spanje van afkomstig is. Lange tijd is "Spanje" als naam voor het hele schiereiland gebruikt. Tot in de 18de eeuw, toen de kronen van Castilië en Aragon formeel verenigd werden in één koninkrijk Spanje, werden alle inwoners van het schiereiland, ook de Portugezen, vaak als Spanjaarden aangeduid.  
Onder de moslims staat het schiereiland gekend als Al-Andalus waarvan later Andalusië is afgeleid. De joden van het schiereiland gebruikten de benaming Sefarad (de naam van een stad uit de Hebreeuwse Bijbel) zodat ze bekend raakten als de Sefardische joden.

## Geologie
Het schiereiland bestaat geologisch gezien uit een stuk korst dat tijdens de Alpiene orogenese tegen en langs Frankrijk is gebotst, met als gevolg het ontstaan van het orogeen de Pyreneeën.
Het grootste deel van het Iberisch schiereiland bestaat uit de meseta, de Spaanse hoogvlakte die sinds de Hercynische orogenese vrij onveranderlijk bleef. Daarnaast zijn er enkele bekkens als het Ebro bekken, Tabernas bekken en het bekken van de rivier de Guadalquivir.

## Geschiedenis
Er wordt vermoed dat de eerste beschaving in Spanje die van de Minoïers was die de door legende omgeven stad Tartessos in Andalusië stichtten. Rond 575 v. Chr. werd het schiereiland een wingewest voor Carthago. Nadien kwamen de Kelten naar dit gebied, waarvan men nog veel overblijfselen heeft gevonden. De Carthagers, die de verloren gebieden van de Eerste Punische Oorlog wilden compenseren, breidden hun koloniën in Spanje uit. De Carthagers kwamen weer in botsing met de Romeinen, die rond 207 v.Chr. de Carthagers nagenoeg verdreven hadden en uiteindelijk heel het schiereiland veroverden. De provincie Hispania was een van de onrustigste in het Romeinse rijk. Regelmatig moesten hier opstanden worden onderdrukt. Na de val van het Romeinse Keizerrijk werd Spanje in de 5e eeuw veroverd door de Germaanse Visigoten, die echter niet wortelden in de samenleving; de Romeinse cultuur werd behouden.

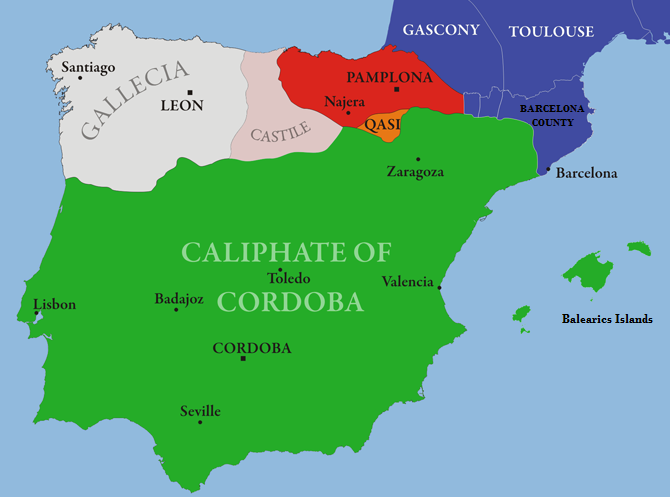
Islamitische heerschappij op het Iberische Schiereiland c. 1000

Vanaf 711 werden de Visigotische rijken tijdens de islamitische verovering van het Iberisch Schiereiland binnen enkele jaren vrijwel geheel onder de voet gelopen door de Moren, die vervolgens nog een heel eind oprukten in Frankrijk, waar ze in 732 werden teruggeslagen bij Poitiers. De Visigoten gingen geheel op in de oorspronkelijke bevolking. Vanaf de 8e eeuw volgde er een bloeitijd van islamitische rijken en een geleidelijke herovering (Reconquista) door diverse christelijke Spaanse heersers, die pas in 1492 voltooid was.
Het einde van islamitische invloed viel vrijwel samen met de eenwording van Spanje, waarbij Portugal (voorlopig) zelfstandig bleef. Van 1580 tot 1640 maakte Portugal deel uit van het Spaanse koninkrijk. Vanaf het einde van de 15e eeuw waren Spanje en Portugal de eerste Europese mogendheden die in het kielzog van ontdekkingsreizigers enorme koloniale rijken veroverden, vooral in de pas ontdekte Nieuwe Wereld, maar ook in Afrika en Oost-Azië. De expansie na 1492 ging gepaard met een enorme godsdienstijver, die niet alleen tot uiting kwam in de verdrijving van de laatste resten islamitische invloed van het Iberisch Schiereiland, maar ook in het bekeren of verdrijven van de Joden en in het ontwikkelen van missionaire activiteiten in de koloniën. Het in de 16e eeuw opkomende protestantisme werd harder en effectiever onderdrukt dan elders in Europa, wat leidde tot een Zwarte legende waarin de Spaanse Inquisitie een kwalijke rol speelt. De opbrengsten uit de koloniën waren aanzienlijk, maar droegen weinig bij aan de eigen ontwikkeling. De strijd tegen het Ottomaanse Rijk, dat in de 16e eeuw op zijn hoogtepunt was, vergde veel inspanning, evenals de Italiaanse Oorlogen tegen Frankrijk en de inmenging in de Hugenotenoorlogen in Frankrijk, de Spaans-Engelse Oorlog (1585-1604) en het bestrijden van de Nederlandse opstandelingen, die gedeeltelijk godsdienstig gemotiveerd waren.
Vanaf de 17e eeuw zette het verval in, waarbij de koloniën gedeeltelijk werden veroverd door opkomende maritieme mogendheden, nl. de Nederlandse Republiek en Engeland. Portugal en Spanje werden zelf steeds meer speelbal van andere mogendheden (met name in de Spaanse Successieoorlog, waarbij Gibraltar veroverd werd door de Britten).
Begin 19e eeuw werden Spanje en Portugal zelfs veroverd door napoleontisch Frankrijk, dat dit deel van Europa zei te willen moderniseren. De Latijns-Amerikaanse koloniën namen bijna allemaal die gelegenheid te baat om zelf onafhankelijk te worden. De Fransen werden verdreven uit Spanje en Portugal met Britse steun door middel van een hardnekkige guerrilla, die wel de Spaanse Onafhankelijkheidsoorlog genoemd wordt. Spanje en Portugal werden weer onafhankelijk, maar met drastisch verkleinde koloniale rijken, zonder dat moderne bestuursvormen echt hadden wortel geschoten; blijkbaar was de tijd er, anders dan elders in Europa, nog niet rijp voor.
Deze landen konden zich daarna redelijk buiten Europese oorlogen houden, maar bleven autoritaire geïsoleerde landen, die weinig moesten hebben van wetenschappelijke, technologische en industriële ontwikkeling, of van door de Verlichting geïnspireerde politiek en bestuur. Tussen 1833 en 1876 woedden er in Spanje drie Carlistenoorlogen, die niet alleen successieoorlogen waren, maar ook de strijd tussen liberalen en conservatieven weerspiegelden. De liberalen wonnen het militaire conflict, maar van liberale hervormingen kwam vervolgens weinig terecht. In 1898 werd Spanje door het opkomende Amerika in de Spaans-Amerikaanse Oorlog zonder veel moeite beroofd van zijn laatste koloniën: Cuba, Puerto Rico en de Filipijnen. Van 1936 tot 1939 woedde de Spaanse Burgeroorlog tussen het linkse republikeinse bewind en de rechtse autoritaire opstandelingen, waarin honderdduizenden doden vielen en vrijwilligers uit vele Europese landen en uit Amerika aan beide zijden meevochten. Nazi-Duitsland en het fascistische Italië steunden de opstandelingen. De Sovjet-Unie was de enige staat die materiële steun verleende aan het republikeinse regime, maar alleen aan het pro-Sovjet-communistische deel ervan. Het republikeinse regime werd ten val gebracht door de autoritaire generaal Francisco Franco, die in de kaart werd gespeeld door verdeeldheid tussen communistisch en niet-communistisch links, waaronder veel anarchisten. Veel aanhangers van het gevallen regime vluchtten naar het buitenland. Franco zou op Filips II na de langst regerende heerser uit de Spaanse geschiedenis worden. Hij wist zijn land buiten de Tweede Wereldoorlog te houden (hoewel ook beweerd wordt dat Hitler geen nut zag in het door Franco aangeboden bondgenootschap). Franco had wel enige kijk op economische ontwikkeling, blijkens de bouw van veel stuwdammen in zijn bergachtige land. In de noordelijke gebieden Catalonië en Baskenland kwam industrialisering op gang. Het massa-toerisme uit West-Europa kwam onder zijn bewind op gang vanaf de jaren zestig. Gastarbeiders die naar West-Europa trokken intensiveerden het contact nog meer. Met de mensenrechten bleef het echter, naar westerse maatstaven, treurig gesteld.
Pas vanaf 1974 doorbraken de twee landen hun politieke isolement. Portugal deed het door middel van een Anjerrevolutie om een eind te kunnen maken aan een uitzichtloze koloniale oorlog in Angola, in Spanje werd na de dood van Franco in 1975 een begin gemaakt met de opbouw van een democratische constitutionele monarchie.
Portugal stootte zijn laatste koloniën af (Angola, Mozambique, Oost-Timor en Guinee-Bissau) en Spanje de Spaanse Sahara. Zij sloten zich aan bij de Europese Unie en Spanje dan ook bij de NAVO. (Portugal was al lid sinds de oprichting van de NAVO). Sindsdien hebben Spanje en Portugal in veel opzichten een inhaalslag gemaakt en krijgen nu zelf te maken met immigratie vanuit de derde wereld, vooral Afrika en Latijns-Amerika.

## Landen, territoria en bevolking
De volgende landen en territoria bevinden zich op het Iberisch Schiereiland:
| Vlag | Naam       | Hoofdstad        | Oppervlakte* | Inwoners*  | Taal                      | Staatsvorm              |
| ---- | ---------- | ---------------- | ------------ | ---------- | ------------------------- | ----------------------- |
|      | Andorra    | Andorra la Vella | 468 km²      | 77.000     | Catalaans                 | Monarchie               |
|      | Gibraltar  | Gibraltar        | 6 km²        | 29.581     | Engels                    | Britse overzeese gebied |
|      | Portugal   | Lissabon         | 89.224,3 km² | 9.784.889  | Portugees                 | Republiek               |
|      | Roussillon | Perpignan        | 4.116 km²    | 445.877    | Catalaans en Frans        | Frans departement       |
|      | Spanje     | Madrid           | 493.520 km²  | 43.915.897 | Spaans en regionale talen | Monarchie               |

*De gebieden in Macaronesië, Plazas de soberanía en de Balearen worden niet meegerekend.
Wanneer men spreekt over Spanje en Portugal zonder de overzeese gebieden dan heeft men het over Continentaal Spanje (in het Spaans meestal España peninsular) en Continentaal Portugal (in het Portugees Portugal Continental).
Het schiereiland omvat de continentale delen van Spanje en Portugal, naast Andorra, Gibraltar en gedeeltelijk de Franse departementen van het Pyreneeëngebied, wat neerkomt op een bevolking van ruim 53 miljoen inwoners.

## Talen

Chronologische kaart met de taalevolutie in Zuidwest-Europa van 1000-2000 na Christus.

In het gebied worden de volgende talen gesproken:
- Andorra:
  - Catalaans
- Gibraltar:
  - Engels
- Portugal:
  - Portugees
  - Mirandees (officieel erkend)
- Spanje:
  - Baskisch (officieel erkend)
  - Spaans (ook bekend als Castiliaans)
  - Catalaans (officieel erkend) (ook bekend als Valenciaans in Valencia en Balearisch in de Balearen)
  - Galicisch (officieel erkend)
  - Asturisch (officieel erkend) (ook bekend als Leonees in León)
  - Aranees (vorm van het Occitaans, officieel erkend)

De volgende talen werden in het verleden gesproken op het Iberische Schiereiland maar zijn ondertussen uitgestorven:
- Andalusisch-Arabisch
- Mozarabisch

## Flora
In Spanje en Portugal groeit de helft van alle planten die in Europa voorkomen. Terwijl in de IJstijd in het noorden veel soorten verdwenen, overleefden ze in het zuiden.
In 1981 werd het project Flora Iberica gestart om deze rijke plantengroei te inventariseren. 6120 soorten vaatplanten werden gecategoriseerd, waarvan 22% alleen op het Iberisch schiereiland voorkomen. Toen in 2021 het 25e en laatste deel verscheen, waren twee initiatiefnemers al overleden, terwijl de derde 88 jaar oud was. In totaal hebben 255 auteurs van 72 instellingen in veertien landen een bijdrage geleverd.

## Iberische paarden

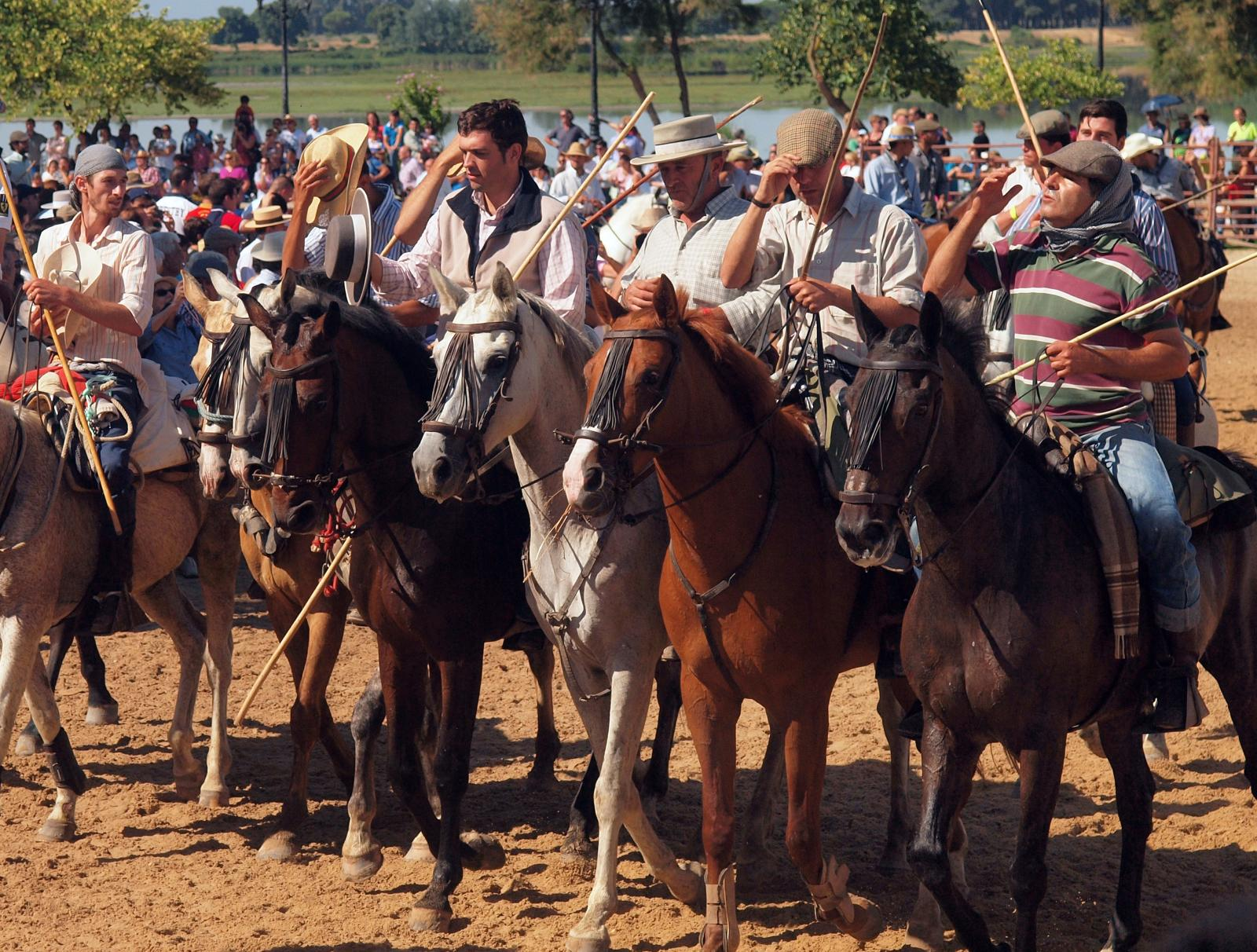
Een groep Iberische paarden

Iberische paarden waren van grote invloed op de paardenfokkerij in Europa en Amerika. Ook de klassieke Spaanse en Portugese rijkunst drong door tot andere gebieden, zoals de Spaanse rijschool in Wenen. De rassen zijn te verdelen in warmbloeds en bergpony's.
Paardenrassen van het schiereiland zijn oa:
- Alter Real / Lusitano
- Andalusier / Cartujano (PRE)
- Ariégeois, Asturcon, Garrano, Menorquin, Pottok, Sorraia.